# نورمان هيل
نورمان هيل (22 أغسطس 1935 - ) (بالإنجليزية: Norman Hill)‏ هو لاعب كريكت بريطاني. شارك مع منتخب إنجلترا للكريكت.

## وصلات خارجية
- نورمان هيل على موقع إي آس بي آن كريك إنفو (الإنجليزية)